# Vandyksdrif
Vandyksdrif este un sat din Africa de Sud, înconjurat de mine de cărbune.